# Maria von Böhmen
Maria von Böhmen († um 1160) war Markgräfin von Baden und Verona.
Sie ist die Tochter von Herzog Soběslav I. und Adleyta, der Tochter des Almusch von Ungarn (Almuš Uherský). Maria ist die Enkelin des ersten böhmischen Königs Vratislav II.
In erster Ehe heiratete Maria von Böhmen 1138 den Markgrafen Leopold IV. von Österreich († 18. Oktober 1141), der auch seit 1139 Herzog von Bayern war.
Maria von Böhmen heiratete nach 1141 den Markgrafen Hermann III. von Baden in zweiter Ehe.
Sie fand ihre letzte Ruhestätte in der Grablege der Markgrafen von Baden im Augustiner-Chorherrenstift in Backnang.